# Contres (Loir-et-Cher)
Contres is een plaats en voormalige gemeente in het Franse departement Loir-et-Cher in de regio Centre-Val de Loire. De plaats telde 3.631 inwoners op 1 januari 2018.

## Geschiedenis
Contres maakte deel uit van het arrondissement Blois tot de gemeente op 1 januari 2017 werd overgeheveld naar het arrondissement Romorantin-Lanthenay.
Contres is op 1 januari 2019 gefuseerd met de gemeenten Feings, Fougères-sur-Bièvre, Ouchamps en Thenay tot de commune nouvelle Le Controis-en-Sologne.

## Geografie
De oppervlakte van Contres bedraagt 36,09 vierkante kilometer; Op 1 januari 2018 was de bevolkingsdichtheid 100,6 inwoners per km².
De onderstaande kaart toont de ligging van Contres met de belangrijkste infrastructuur en aangrenzende gemeenten.

## Demografie
Onderstaande figuur toont het verloop van het inwonertal.
Contres · Feings · Fougères-sur-Bièvre · Ouchamps · Thenay